# Robert A. Swanson
Pour les articles homonymes, voir Swanson.
Robert A. Swanson (1947 - 6 décembre 1999) est un investisseur en capital risque qui, avec Herbert Boyer, a co-fondé, en 1976, le géant Genentech, pionnier en biotechnologie (la société est rachetée par Roche en 2009). 

## Biographie
Robert Swanson est diplômé du Massachusetts Institute of Technology (MIT) dans lequel il est membre de la fraternité Sigma Chi. Il obtient en 1970 son baccalauréat universitaire en Chimie ainsi qu'un master en Management de la MIT Sloan School of Management. 
Il est perçu comme une personnalité ayant permis la révolution des biotechnologies. Les auteurs du livre, 1,000 Years, 1,000 People: Ranking the Men and Women Who Shaped the Millennium le place au six cent douzième rang. En 2006 il est récompensé du Junior Achievement U. S. Business Hall of Fame. A titre posthume, il reçoit, avec Herbert Boyer, en 2000, le Biotechnology Heritage Award posthumously,.
Il succombe d'un cancer du cerveau le 6 décembre 1999 à l'âge de 52 ans.